# Paru
Paru är en biflod till Amazonfloden (från väster), som rinner på gränsen mellan Brasilien och Surinam i västra delen av Tumuc-Humac Mountains. Den bildar flera fall och mynnar vid byn Almeirim. Den är omkring 650 kilometer lång.